# Leyenda de los soldados Pururauca

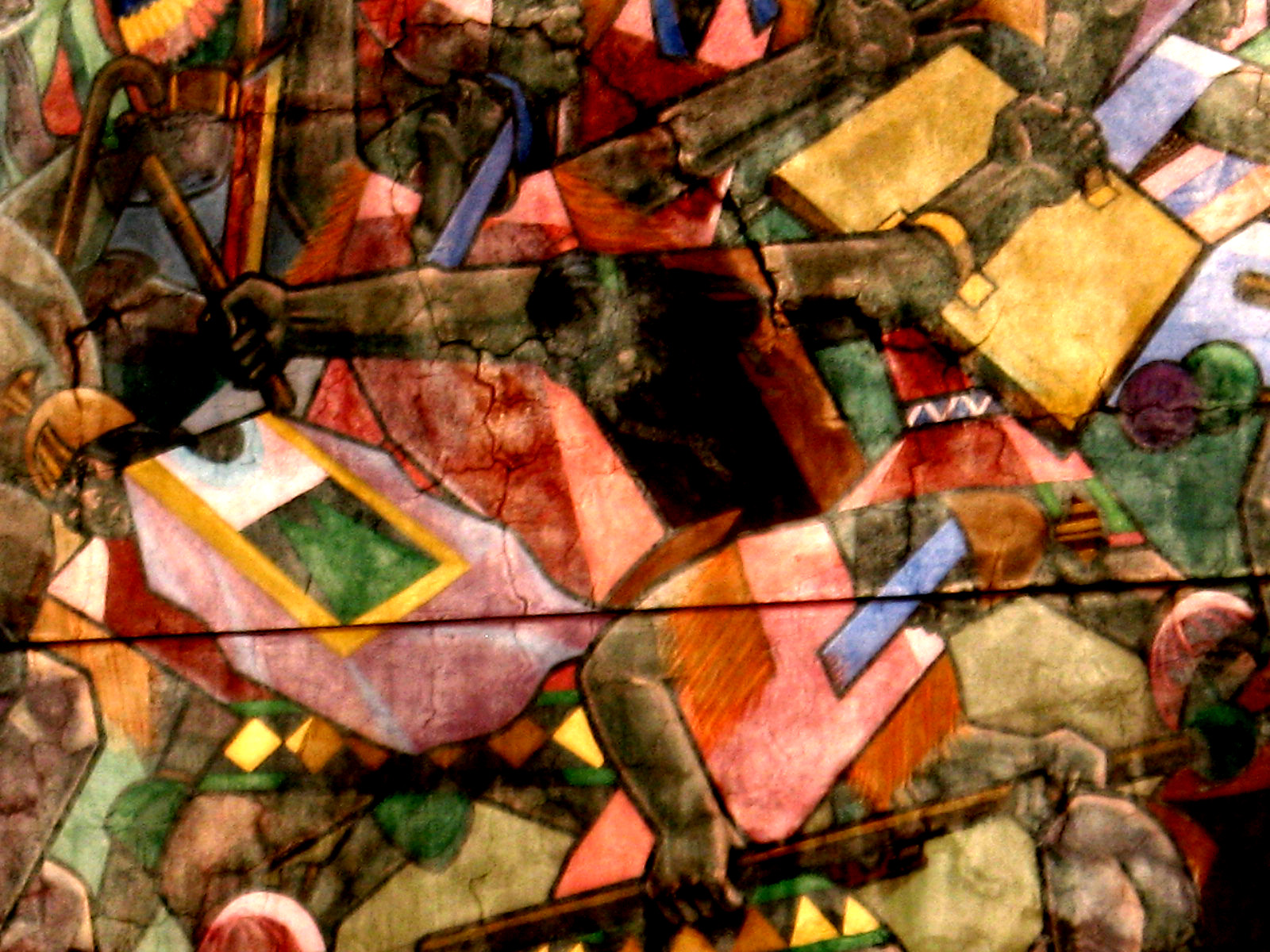
Soldado Chanca ataca a soldado inca, detalle de la pintura de Juan Bravo.

La leyenda de los soldados Pururaucas o los soldados de piedra es una leyenda inca que mitifica la victoria del ejército inca sobre el ejército chanca en 1438. Es un intento de engrandecer la hazaña de la sorpresiva victoria inca de la batalla de Yahuarpampa (en quechua: llanura de sangre). 

## Trama de la leyenda
Se cuenta que cuando Huiracocha Inca e Inca Urco huyeron abandonando a los cusqueños a su suerte ante la inminente llegada del poderoso ejército chanca, Cusi Yupanqui solicitó el retorno de su padre para que dirigiera la defensa. Ante la negativa del inca, Pachacútec se vio obligado a tomar el mando del ejército.
Pachacútec reclutó a algunas etnias vecinas para resistir juntos al poderoso ejército chanca, pero nadie quiso unírseles más que la etnia de los Canas.
Cuando el ejército inca se postró en el campo de batalla a esperar al ejército enemigo, Ttopauanchireq, ministro del Coricancha, ordenó hacer pequeños montículos de piedra disfrazados de soldados para que a la distancia el ejército pareciera más numeroso.
Según el relato, en plena batalla, los montículos de piedra, los cuyes, los huanacos y otros animales se hicieron reales por la voluntad de los dioses para favorecer a los incas, que obtuvieron la victoria.

## Explicación histórica
Lo más probable es que todo el relato haya sido cierto, tal y como se cuenta, a excepción de la materialización de los soldados de piedra.
Cuando Pachacútec solicitó a las etnias vecinas un apoyo defensivo frente a la poderosa amenaza chancas, muchas de las etnias esperaron a observar hacia qué bando se inclinaba la victoria para unírsele. 
Cuando observaron esto en la etnia inca entraron en combate a su favor, así que hubo un alza repentina en el número de combatientes contra los chancas, pareciendo así que los montículos de piedra se transformaron en soldados de verdad
Otra versión de esta leyenda es que el ejército Chancas huyó al ver la gran cantidad de soldados que tenía el ejército inca, pero no se trataba de montículos de piedra sino de llamas a las cuales Pachacutec mandó disfrazar al ver la desventaja numérica.